# Stor-Abborrtjärnen (Piteå socken, Norrbotten, 728227-174670)
Stor-Abborrtjärnen är en sjö i Piteå kommun i Norrbotten och ingår i Piteälvens huvudavrinningsområde. Sjön har en area på 0,0543 kvadratkilometer och ligger 30,3 meter över havet.

## Delavrinningsområde
Stor-Abborrtjärnen ingår i det delavrinningsområde (728327-174628) som SMHI kallar för Utloppet av Stor-Abborrtjärnen. Medelhöjden är 46 meter över havet och ytan är 2,15 kvadratkilometer. Det finns inga avrinningsområden uppströms utan avrinningsområdet är högsta punkten. Vattendraget som avvattnar avrinningsområdet har biflödesordning 3, vilket innebär att vattnet flödar genom totalt 3 vattendrag innan det når havet efter 24 kilometer. Avrinningsområdet består mestadels av skog (73 procent) och jordbruk (12 procent). Avrinningsområdet har 0,1 kvadratkilometer vattenytor vilket ger det en sjöprocent på 4,7 procent.